# Qanat Ïsläm
Qanat Ïsläm (auch: Kanat Islam, kasachisch Қанат Ислам / قانات يسلام / Qanat Ïsläm; chinesisch 哈那提·斯拉木, Pinyin Hānàtí Sīlāmù; * 13. September 1984 in Altay, Uigurisches Autonomes Gebiet Xinjiang der Volksrepublik China) ist ein chinesisch-kasachischer Boxer im Mittelgewicht. 

## Amateurkarriere
Er gewann 2004 unter anderem mit Siegen gegen Non Boonjumnong und Aliasker Başirow das asiatische Olympiaqualifikationsturnier in Guangzhou und startete dann bei den Olympischen Spielen 2004 in Athen, wo er nach einem Sieg gegen Sadat Tebazaalwa und einer Niederlage gegen Ruslan Chairow einen 9. Platz erreichte.
Bei den Asienspielen 2006 in Doha und der Asienmeisterschaft 2007 in Ulaanbaatar gewann er jeweils Bronze und startete bei der Weltmeisterschaft 2007 in Chicago, wo er nach Siegen gegen Bossodbek Junussow, Gerard O'Mahony, Ruslan Chairow und Baqyt Särsekbajew, sowie einer knappen Niederlage im Halbfinale gegen Non Boonjumnong ebenfalls eine Bronzemedaille gewann. Mit diesem Erfolg war er für die Olympischen Spiele 2008 in Peking qualifiziert und siegte dort jeweils gegen Precious Makina, Joseph Mulema und Tureano Johnson, ehe er im Halbfinale gegen Carlos Banteur unterlag und wiederum Bronze gewann.
2011/12 boxte er für das kasachische Team Astana Arlans in der World Series of Boxing und gewann sieben von elf Kämpfen. Zu seinen besiegten Gegnern zählten Andranik Hakobjan, Pedro Lima und Saal Kwatschatadse.

## Profikarriere
Er bestritt sein Profidebüt 2012 und wurde am 29. Oktober 2016 mit einem Sieg gegen Patrick Allotey Intercontinental Champion der WBO im Halbmittelgewicht. Am 26. Mai 2017 gewann er gegen Norberto Gonzalez den Titel des North American Champion der NABO im Halbmittelgewicht und am 9. September 2017 gegen Brandon Cook zusätzlich den Titel North American Champion der NABA.
Im Anschluss startete er im nächsthöheren Mittelgewicht und wurde am 5. Juli 2019 mit einem Sieg gegen Julio de Jesús Rodríguez International Champion der WBO, wobei er den Titel am 26. Oktober desselben Jahres gegen Walter Kautondokwa verteidigen konnte. Beim Kampf um den Titel des Global Champion der WBO, verlor er am 25. Februar 2022 knapp durch Mehrheitsentscheidung gegen Jimmy Kelly.

## Sonstiges
Ïsläm, ein Angehöriger der kasachischen Volksgruppe, wurde 1984 in China geboren und begann dort laut eigener Aussage im Alter von sieben Jahren mit dem Boxsport. Nach den Olympischen Spielen wanderte er nach Kasachstan aus und erhielt 2011 die Staatsangehörigkeit Kasachstans. Im Juli 2019 wurde Ïsläm vom kasachischen Staatspräsidenten Qassym-Schomart Toqajew empfangen.